# بيل كرو
بيل كرو (بالإنجليزية: Bill Crow)‏ هو صحفي الموسيقى أمريكي، ولد في 27 ديسمبر 1927 في واشنطن في الولايات المتحدة.

## وصلات خارجية
- بيل كرو على موقع IMDb (الإنجليزية)
- بيل كرو على موقع ميوزك برينز (الإنجليزية)
- بيل كرو على موقع أول ميوزيك (الإنجليزية)
- بيل كرو على موقع ديسكوغز (الإنجليزية)
- بيل كرو على موقع قاعدة بيانات الفيلم (الإنجليزية)